# ممیزی بازاریابی
ممیزی بازاریابی ایده‌ای است که به حدود سال ۱۹۵۰ برمی‌گردد. در سال ۱۹۵۹ انجمن مدیریت آمریکا مجموعه بسیار خوبی از مقالات دربارهٔ ممیزی بازاریابی تحت عنوان تجزیه و تحلیل و بهبود عملکرد بازاریابی منتشر نمود. در طول دهه ۱۹۶۰ ممیزی بازاریابی توجه زیادی را در لیست خدمات بازاریابی شرکت‌های مشاوره مدیریت به خود اختصاص داد و از آن پس به عنوان یک ابزار قدرتمند در اختیار شرکت‌های مشاوره مدیریت و بازاریابی قرار گرفت.
محبوبیت ممیزی بازاریابی در حال افزایش بوده، مخصوصاً برای شرکتهایی که دارای چند نوع واحد فعالیت استراتژیک با گرایش‌های بازار متفاوت هستند. ممیزی بازاریابی فعالیت‌های کنترلی و برنامه‌ریزی است که شامل بازنگری جامع کلیه تلاش‌های بازاریابی شرکت یا واحد فعالیت استراتژیک برای تمامی محصولات و واحدهای فعالیت است؛ بنابراین از نظر حیطه کنترل وسیعتر بوده و افق زمانی طولانی‌تری نسبت به تجزیه و تحلیل‌های فروش و سودآوری دارد.
ممیزی بازاریابی، یک بازنگری و ارزشیابی جامع، سیستماتیک، مستقل و بی‌طرفانه، از اهداف و خط مشی‌های اساسی عملکرد بازاریابی و همچنین سازمان، روش‌ها، رویه‌ها و پرسنلی است که برای اجرای این سیاست‌ها و دستیابی به این اهداف استخدام شده‌اند.
ممیزی بازاریابی، سبک زندگی مصرف‌کننده، رشد بازار، استراتژی‌ها و اهداف رقبای اصلی، عملکرد واسطه‌های کانال توزیع، قابلیت اعتماد تأمین کنندگان، هزینه‌های حمل و نقل، نرخ بهره و نرخ ارز را پوشش می‌دهد.
ممیزی بازاریابی بخشی از ممیزی بسیار بزرگتر از شرکت یا کسب و کار است و تنها زمانی صورت خواهد پذیرفت که مدیریت عالی شرکت احساس کند که نیاز بخصوصی در این ناحیه وجود دارد. ممیزی کسب و کار باید به وسیلهٔ کل سازمان، بخش به بخش، عملکرد به عملکرد، حوزه به حوزه انجام پذیرید. از قبیل بخش نیروی انسانی، مالی، تولید، اداری، بازاریابی و… همه اطلاعات از درون واحدهای مختلف جمع‌آوری و تجزیه و تحلیل خواهند شد. سپس همه اطلاعات برای ممیزی کسب و کار و تجزیه و تحلیل نقاط قوت، ضعف و فرصتها، تهدیدها با هم یکجا جمع می‌شوند.

## ویژگیهای ممیزی بازاریابی
ممیزی بازاریابی در کامل‌ترین شکل خود دارای ۴ ویژگی اصلی است که عبارتند از:

### جامعیت
ممیزی بازاریابی تمام فعالیت‌های بازاریابی شرکت و نه صرفاً حوزه‌های مشکل‌دار را در بر می‌گیرد. اگر این ممیزی فقط کارکنان فروش، قیمت‌گذاری یا بعضی از دیگر فعالیت‌های بازاریابی را پوشش دهد، ممیزی عملیاتی خوانده می‌شود. اگر چه ممیزی عملیاتی هم مفید است، اما همین ممیزی‌ها گاه مدیریت را گمراه می‌سازند. معمولاً یک ممیزی جامع از بازاریابی برای دستیابی به منبع واقعی مشکلات بازاریابی شرکت مؤثرتر واقع می‌شود.
بطور ایده آل، ممیزی بازاریابی باید شامل کلیه عملیات بازاریابی شرکت باشد و فقط مربوط به یک یا دو مشکل بازاریابی نباشد.
در ممیزی بازاریابی جامع، فرد یا تیم ممیزی باید بتواند با مدیران، کارکنان، نیروهای فروش، توزیع‌کنندگان و مشتریان مصاحبه نماید و همچنین به همه گزارش‌های داخلی و خارجی مربوط دسترسی داشته باشد. آن‌ها نیاز دارند تا همه سطوح سازمان را در فرایند ممیزی درگیر نمایند تا اطمینان یابند که نتایج بدست آمده از ممیزی از حمایت گسترده‌ای برخوردار است.

### سیستماتیک
ممیزی بازاریابی مستلزم آزمون منظمی از محیط خرد و کلان سازمان، اهداف و خط مشی‌ها، سیستم‌های بازاریابی و فعالیت‌های خاص بازاریابی سازمان است. ممیزی بازاریابی اقدام‌های اصلاحی مورد نیازی را نشان می‌دهد که بعدها در یک طرح اجرایی اصلاحی گنجانیده می‌شود. این طرح به نوبه خود حاوی اقدام‌های کوتاه‌مدت و بلندمدتی است که هدف از آن بهبود اثر بخشی کلی بازاریابی سازمان است.
ممیزی باید توسط متخصصان ماهر بازاریابی به روشی سیستماتیک و علمی انجام شود. آن باید محیط کلان و خرد شرکت، بازار، استراتژی‌ها و اهداف بازاریابی، سیستم‌های بازاریابی و فعالیت‌های ویژه بازاریابی را به‌طور منظم بررسی نماید. معمولاً ممیزی بازاریابی سیستماتیک تکنیکی گرانبها برای ارزیابی مسیر استراتژی‌های بازاریابی است.

### مستقل
به‌طور کلی بهترین ممیزی بازاریابی آن است که توسط مشاوران بیرونی ارائه می‌شود؛ مشاورانی که از بیطرفی لازم برخوردارند، در صنایع خاص تجربیات لازمه را دارند، با صنعت مورد ممیزی آشنایی دارند و توجه و وقت آن‌ها به‌طور کامل به ممیزی اختصاص می‌یابد.
ممیزی بازاریابی باید توسط شخص مستقلی صورت پذیرد که کنترل یا مسئولیت مستقیمی برای انجام فعالیت‌های بازاریابی نداشته باشد. معمولاً یک واحد جداگانه درون شرکت از قبیل واحد کنترل بازاریابی ممکن است ممیزی را انجام دهد. اما بیشتر اوقات برای دستیابی به درجه بالایی از بی‌طرفی، منابع خارجی از قبیل شرکت‌های مشاوره مدیریت برای انجام ممیزی بکار گرفته می‌شوند.

### دوره‌ای
به‌طور معمول نیاز به انجام ممیزی بازاریابی به صورت دوره‌ای بوده و بیشتر در این موارد احساس می‌شود: فروش به دلیلی کاهش یافته باشد یا روحیه کارکنان فروش ضعیف شده یا مسائل و مشکلات دیگری برای شرکت به وجود آمده باشد. ممیزی دوره‌ای بازاریابی هم برای شرکت‌های بدون مسئله و هم برای شرکت‌های مسئله‌دار سودمند است.
ممیزی بازاریابی باید بر یک مبنای منظم و معمولاً سالانه انجام پذیرد و نه فقط زمان‌هایی که مشکلاتی به وجود می‌آیند. این مسائل می‌توانند روحیه پایین کارکنان، افزایش رقابت، روندهای جمعیتی و فرهنگی، استفاده از تکنولوژی یا شیوه‌های قدیمی‌خدمات مشتری باشند. شرکت‌ها به این دلیل دچار بحران می‌شوند که مدیریت آن‌ها در بازنگری برنامه‌های بازاریابی، استراتژی‌ها و عملیات خود در زمان مناسب قصور ورزیده‌است؛ بنابراین به صلاح شرکتهاست که ممیزی‌های دوره‌ای را همانند زمانی که دچار مشکل هستند انجام دهند.